# П'ятра-Міке
П'ятра-Міке (рум. Piatra Mică) — село у повіті Прахова в Румунії. Входить до складу комуни Синджеру.
Село розташоване на відстані 82 км на північ від Бухареста, 34 км на північний схід від Плоєшті, 135 км на захід від Галаца, 78 км на південний схід від Брашова.

## Населення
За даними перепису населення 2002 року у селі проживали 198 осіб, усі — румуни. Усі жителі села рідною мовою назвали румунську.